# Font dels Bullidors (Siall)
La Font dels Bullidors és una font del terme municipal d'Isona i Conca Dellà, en territori del poble de Siall, de l'antic municipi d'Isona.
Està situada a 1.390 m d'altitud, en els contraforts de ponent de l'Estadella, quasi a l'extrem nord-est del municipi. És a la capçalera del barranc de Rater. Té molt a prop les fonts dels Barrons (sud-oest) i de Caps (nord-est).